# MPX-004
MPX-004 je antagonist NMDA receptora.